# Schwarze Sara

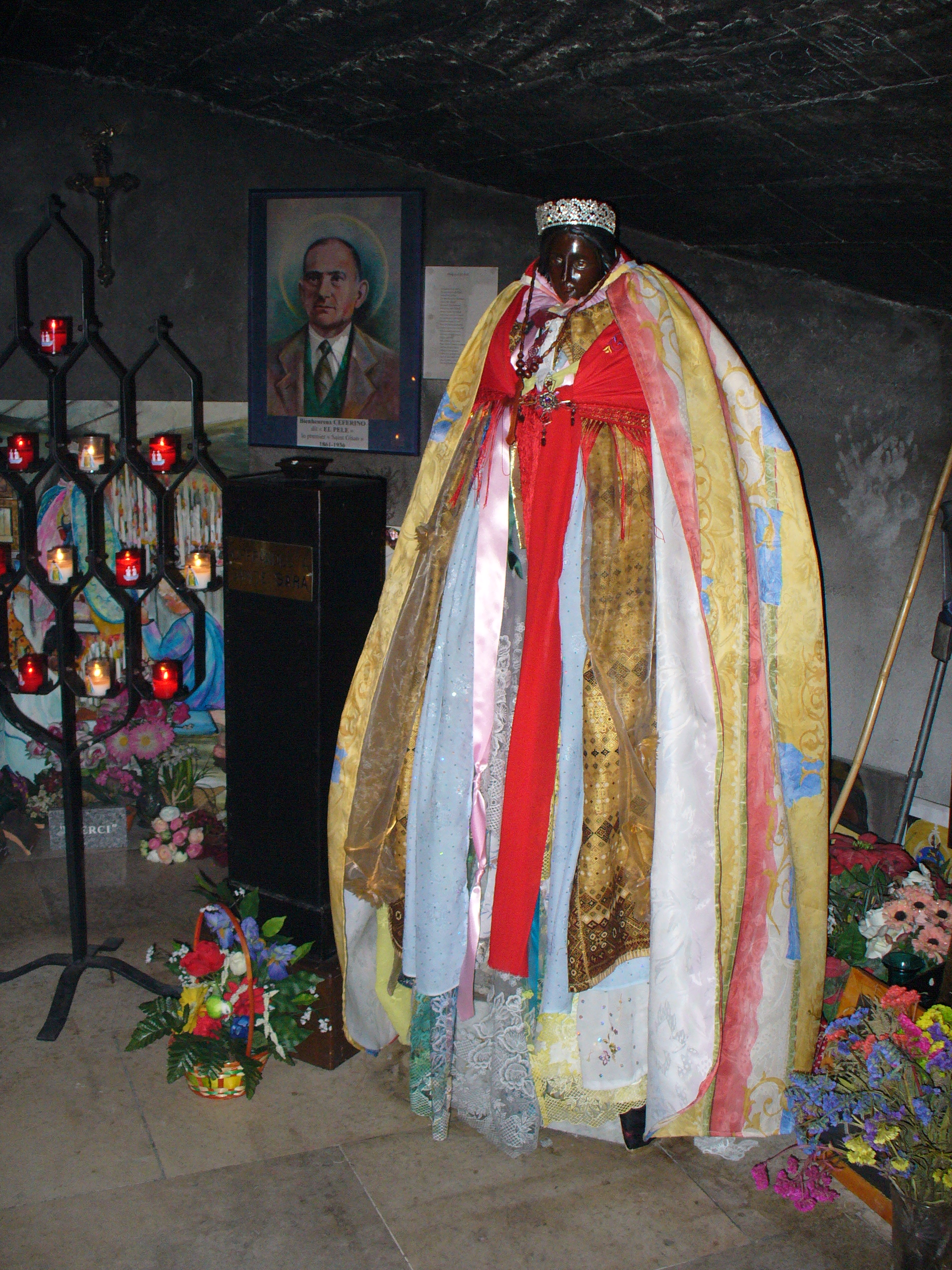
Die heilige Sara in der Krypta der Kirche Notre-Dame-de-la-Mer in Saintes-Maries-de-la-Mer

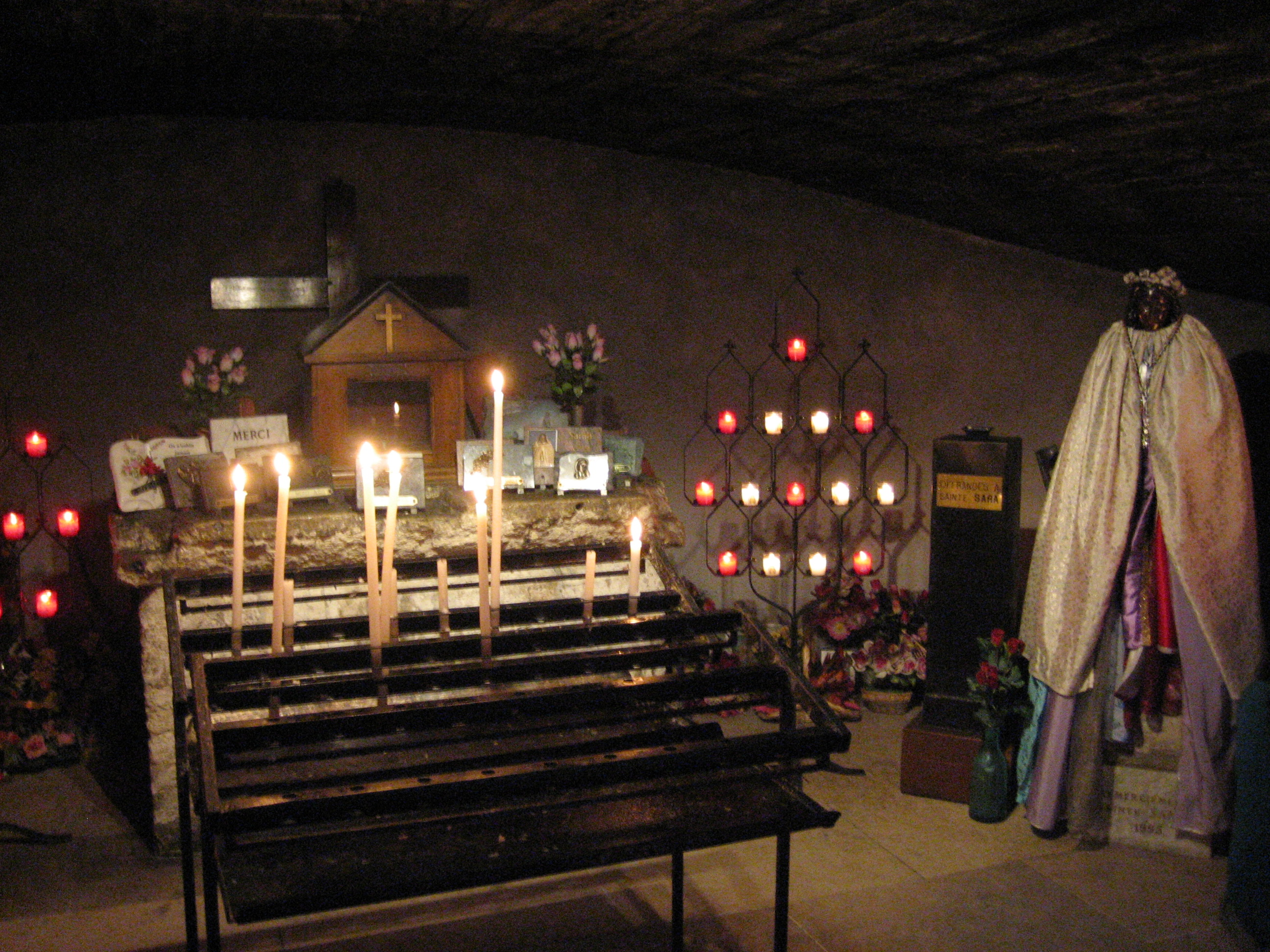
Reliquie der Sara

Die Schwarze Sara oder Schwarze Sarah, auch Sara die Schwarze, Sara die Dienerin, Sara die Bettlerin oder
Sara die Zigeunerin, auch Sara-la-Kâli (* 1. Jahrhundert in Ägypten, Persien oder Palästina, nach anderen Angaben in der Camargue; † im 1. Jahrhundert  in Saintes-Maries-de-la-Mer), war eine aus dem
Nahen Osten in die Camargue gekommene christliche Missionarin oder eine zum Christentum bekehrte Kelto-Ligurerin. Ihre historische Existenz ist umstritten. Die Sinti und Roma haben sie als ihre Schutzheilige erwählt.
Über ihre Herkunft gibt es keine gesicherte Überlieferung. Ihre Verehrung wird seit dem 15. Jahrhundert bezeugt. Sie soll einfacher Herkunft und die Dienerin einiger Frauen aus dem Umfeld Jesu von Nazaret gewesen sein. Nach einer der zahlreichen Heiligenlegenden des Mittelalters um Sara soll sie infolge einer Christenverfolgung um das Jahr 40 (wahrscheinlich 42) mit den drei heiligen Frauen Maria Magdalena,
Maria Salome von Galiläa und Maria des Kleophas mit einem Schiff nach Südfrankreich gekommen sein, wo sie eine christliche Gemeinde gründeten und die Camargue sowie die Provence
missionierten. Für den Lebensunterhalt der Gruppe soll Sara durch Betteln um Almosen gesorgt haben. Nach einer anderen Erzählung soll Sara einer Gruppe Einheimischer angehört haben, die die Schiffbrüchigen rettete und sich später
taufen ließ.
Im 6. Jahrhundert errichtete Caesarius von Arles an der Stelle eines älteren Marienheiligtums ein Frauenkloster zu Ehren der „drei Marien“ und ihrer Dienerin Sara. In einer aus dem 10. Jahrhundert stammenden Kapelle werden bis heute die Reliquien der drei Marien aufbewahrt, Saras Gebeine ruhen in der Krypta. Ob die dort aufbewahrten menschlichen Überreste tatsächlich diesen drei historisch nicht belegbaren Frauen zuzurechnen sind, bleibt angesichts des im Mittelalter blühenden Reliquienhandels umstritten.
Der Ort des Geschehens an der Küste der Camargue heißt seither Saintes-Maries-de-la-Mer und ist ein berühmter Wallfahrtsort der Roma  (französisch Gitans) aus aller Welt. Am 24. und 25. Mai jeden Jahres werden bunt gekleidete Statuen von Sara und ihren Mitstreiterinnen in einer Prozession feierlich ans Ufer getragen und mit Meerwasser benetzt. Dieses als Zigeunerwallfahrt bekannte Großereignis ist inzwischen eine international bekannte Touristenattraktion mit Volksfestcharakter. Die dort in der Mehrheit katholischen Roma verehren die Schwarze Sara als ihre Schutzpatronin und tragen ihr Porträt als Medaillon. Sara ist in ihrer Kultur ein weit verbreiteter Name und wird auch häufig als Pseudonym von Kartenlegerinnen und Handleserinnen verwandt.
In einigen Erzählungen  südfranzösischer Gitanes wird Sara auch als Weise Frau und Erfinderin des Tarot bezeichnet. Volkskundler indigener Kulturen wie Sergius Golowin gehen davon aus, dass in der Figur der Schwarzen Sara ein vorchristlicher kelto-ligurischer Kult im Zuge der christlichen Missionierung Südfrankreichs entsprechend umgedeutet wurde.
Im katholischen Heiligenkalender ist ihr Gedenktag der 25. Mai.